# Dorferkees
Dorferkees är en glaciär i Österrike. Den ligger i förbundslandet Tyrolen, i den centrala delen av landet. Dorferkees ligger 2 818 meter över havet.
Terrängen runt Dorferkees är bergig. Den högsta punkten i närheten är Großvenediger, 3 662 meter över havet, 1,4 km nordost om Dorferkees.
Trakten runt Dorferkees består i huvudsak av alpin tundra och andra glaciärer.